# Pseudoomphalina
Pseudoomphalina är ett släkte av svampar. Enligt Catalogue of Life ingår Pseudoomphalina i familjen Tricholomataceae, ordningen Agaricales, klassen Agaricomycetes, divisionen basidiesvampar och riket svampar, men enligt Dyntaxa är tillhörigheten istället familjen trådklubbor, ordningen Agaricales, klassen Agaricomycetes, divisionen basidiesvampar och riket svampar.
|                 | Collybia |
|                 | |
|                 | Pseudohiatula |
|                 | |
|                 | Omphalina |
|                 | |
|                 | Omphalia |
|                 | |
|                 | Clitocybe |
|                 | |
|                 | Lepista |
|                 | |
|                 | Tricholoma |
|                 | |
|                 | Leucopaxillus |
|                 | |
|                 | Arrhenia |
|                 | |
|                 | Haasiella |
|                 | |
|                 | Dermoloma |
|                 | |
|                 | Resupinatus |
|                 | |
|                 | Cellypha |
|                 | |
|                 | Squamanita |
|                 | |
|                 | Cantharellula |
|                 | |
|                 | Austroclitocybe |
|                 | |
|                 | Hygroaster |
|                 | |
|                 | Fayodia |
|                 | |
|                 | Tricholomopsis |
|                 | |
|                 | Melanoleuca |
|                 | |
|                 | Porpoloma |
|                 | |
|                 | Callistosporium |
|                 | |
| Pseudoomphalina | \| \| Pseudoomphalina graveolens \| \| \| \| \| \| Pseudoomphalina kalchbrenneri \| \| \| \| \| \| Pseudoomphalina clusiliformis \| \| \| \| \| \| Pseudoomphalina pachyphylla \| \| \| \| \| \| Pseudoomphalina flavoaurantia \| \| \| \| |
|                 | \| \| Pseudoomphalina graveolens \| \| \| \| \| \| Pseudoomphalina kalchbrenneri \| \| \| \| \| \| Pseudoomphalina clusiliformis \| \| \| \| \| \| Pseudoomphalina pachyphylla \| \| \| \| \| \| Pseudoomphalina flavoaurantia \| \| \| \| |
|                 | Myxomphalia |
|                 | |
|                 | Infundibulicybe |
|                 | |
|                 | Pseudoclitocybe |
|                 | |
|                 | Leptoglossum |
|                 | |
|                 | Phaeotellus |
|                 | |
|                 | Gamundia |
|                 | |
|                 | Rimbachia |
|                 | |
|                 | Mniopetalum |
|                 | |
|                 | Lepistella |
|                 | |
|                 | Arthromyces |
|                 | |
|                 | Lulesia |
|                 | |
|                 | Pseudobaeospora |
|                 | |
|                 | Ugola |
|                 | |
|                 | Tricholosporum |
|                 | |
|                 | Dendrocollybia |
|                 | |
|                 | Macrocybe |
|                 | |
|                 | Delicatula |
|                 | |
|                 | Leucopholiota |
|                 | |
|                 | Cynema |
|                 | |
|                 | Asproinocybe |
|                 | |
|                 | Ripartites |
|                 | |
|                 | Mycenella |
|                 | |
|                 | Rhodocyphella |
|                 | |
|                 | Physocystidium |
|                 | |
|                 | Phaeomycena |
|                 | |
|                 | Palaeocephala |
|                 | |
|                 | Neoclitocybe |
|                 | |
|                 | Pleurocollybia |
|                 | |
|                 | Pseudoarmillariella |
|                 | |
|                 | Pleurotopsis |
|                 | |
|                 | Pleurella |
|                 | |
|                 | Phyllotopsis |
|                 | |
|                 | Omphaliaster |
|                 | |
|                 | Caulorhiza |
|                 | |
|                 | Catathelasma |
|                 | |
|                 | Arthrosporella |
|                 | |
|                 | Amparoina |
|                 | |
|                 | Aeruginospora |
|                 | |
|                 | Tilachlidiopsis |
|                 | |
|                 | Leucoinocybe |
|                 | |
|                 | Dennisiomyces |
|                 | |
|                 | Leucocortinarius |
|                 | |
|                 | Pseudohygrophorus |
|                 | |
|                 | Melanomphalia |
|                 | |
|                 | Conchomyces |
|                 | |
|                 | Austroomphaliaster |
|                 | |
|                 | Clavomphalia |
|                 | |
|                 | Peglerochaete |
|                 | |
|                 | Stanglomyces |
|                 | |
|                 | Mycoalvimia |
|                 | |
|                 | Cyphellocalathus |
|                 | |
|                 | Callistodermatium |
|                 | |
|                 | Pegleromyces |
|                 | |
|                 | Pseudolasiobolus |
|                 | |
|                 | Pseudoomphalina graveolens |
|                 | |
|                 | Pseudoomphalina kalchbrenneri |
|                 | |
|                 | Pseudoomphalina clusiliformis |
|                 | |
|                 | Pseudoomphalina pachyphylla |
|                 | |
|                 | Pseudoomphalina flavoaurantia |
|                 | |

|  | Pseudoomphalina graveolens    |
|  |                               |
|  | Pseudoomphalina kalchbrenneri |
|  |                               |
|  | Pseudoomphalina clusiliformis |
|  |                               |
|  | Pseudoomphalina pachyphylla   |
|  |                               |
|  | Pseudoomphalina flavoaurantia |
|  |                               |

## Bildgalleri

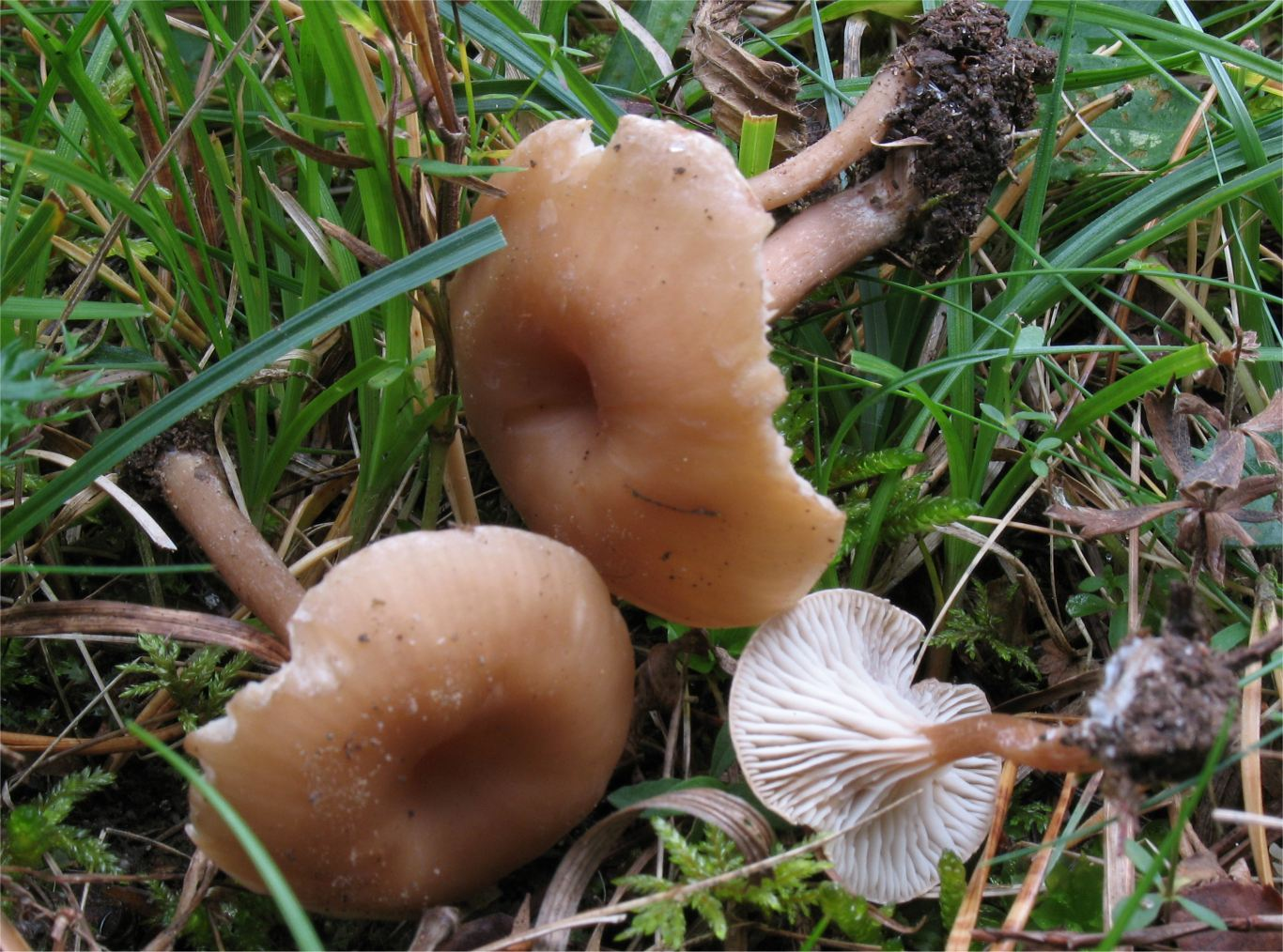